# European Challenge Cup 2004/05
Der European Challenge Cup 2004/05 war die neunte Ausgabe des European Challenge Cup, des zweitrangigen europäischen Pokalwettbewerbs im Rugby Union. Es waren 28 Mannschaften aus sieben Ländern beteiligt. Der Wettbewerb begann am 23. Oktober 2004, das Finale fand am 21. Mai 2005 im Kassam Stadium in Oxford statt. Den Titel gewann das englische Team Sale Sharks.

## Modus
Alle Mannschaften der englischen Zurich Premiership, der französischen Top 14, der internationalen Magners League und der italienischen Super 10, die sich nicht für den Heineken Cup qualifiziert hatten, nahmen am European Challenge Cup teil. Hinzu kamen zwei Mannschaften der spanischen División de Honor de Rugby und ein Vertreter Portugals.
Wie in den zwei Austragungen zuvor wurde der Wettbewerb im K.-o.-Format ausgetragen. Die Mannschaften trafen in einem Heim- und einem Auswärtsspiel gegeneinander an, wobei das Team mit dem besseren Gesamtergebnis in die nächste Runde einzog. Das Finale umfasste ein einziges Entscheidungsspiel.

## Spiele

### 1. Runde
- Hinspiele: vom 23. bis 24. Oktober 2004
- Rückspiele: vom 29. bis 31. Oktober 2004
- Teilnehmer: 28

|                       | Gesamt |                        | Hinspiel | Rückspiel |
| --------------------- | ------ | ---------------------- | -------- | --------- |
| AA Coimbra            | 06:206 | Border Reivers         | 03:98    | 03:107    |
| Worcester Warriors    | 39:055 | CA Brive               | 29:15    | 10:040    |
| Gran Parma            | 37:066 | Section Paloise        | 15:35    | 22:031    |
| L’Aquila Rugby        | 48:109 | SU Agen                | 27:50    | 21:059    |
| Rugby Rovigo          | 10:110 | Montpellier Hérault RC | 07:51    | 03:059    |
| Petrarca Padova Rugby | 42:126 | AS Béziers             | 24:57    | 18:069    |
| Valladolid RAC        | 10:147 | Rugby Viadana          | 03:88    | 07:059    |
| FC Auch               | 36:062 | London Irish           | 18:20    | 18:042    |
| Aviron Bayonnais      | 31:060 | Saracens               | 21:24    | 10:036    |
| FC Grenoble           | 27:026 | Leeds Tykes            | 09:09    | 18:017    |
| RC Narbonne           | 46:051 | Connacht Rugby         | 25:11    | 21:040    |
| Rugby Leonessa        | 06:116 | ASM Clermont Auvergne  | 00:65    | 06:051    |
| CR El Salvador        | 46:048 | Rugby Parma            | 36:12    | 10:036    |
| Amatori Catania       | 25:081 | Sale Sharks            | 22:31    | 03:050    |

Die zwei besten Verlierer, RC Narbonne und CR El Salvador, kamen ebenfalls eine Runde weiter.

### 2. Runde
- Hinspiele: vom 3. bis 5. Dezember 2004
- Rückspiele: vom 10. bis 12. Dezember 2004
- Teilnehmer: 16

|                       | Gesamt |                        | Hinspiel | Rückspiel |
| --------------------- | ------ | ---------------------- | -------- | --------- |
| AS Béziers            | 038:65 | FC Grenoble            | 12:27    | 26:38     |
| Connacht Rugby        | 070:22 | Montpellier Hérault RC | 56:03    | 14:19     |
| Rugby Parma           | 025:70 | Saracens               | 19:18    | 06:52     |
| RC Narbonne           | 025:58 | Sale Sharks            | 15:33    | 10:25     |
| Section Paloise       | 041:38 | London Irish           | 25:19    | 16:19     |
| SU Agen               | 040:37 | Rugby Viadana          | 23:15    | 17:22     |
| CA Brive              | 102:29 | CR El Salvador         | 57:06    | 45:23     |
| ASM Clermont Auvergne | 078:37 | Border Reivers         | 44:14    | 34:23     |

### Viertelfinale
Hinspiele
| 7. Januar 2005 19:30 MEZ | FC Grenoble | 21 : 26 | Connacht Rugby | Stade Lesdiguières, Grenoble Zuschauer: 2.700 |
| 7. Januar 2005 19:30 MEZ |             |         |                | Stade Lesdiguières, Grenoble Zuschauer: 2.700 |

| 7. Januar 2005 19:45 WEZ | Sale Sharks | 34 : 18 | SU Agen | Edgeley Park, Stockport Zuschauer: 4.866 |
| 7. Januar 2005 19:45 WEZ |             |         |         | Edgeley Park, Stockport Zuschauer: 4.866 |

| 8. Januar 2005 19:30 MEZ | Section Paloise | 25 : 21 | ASM Clermont Auvergne | Stade du Hameau, Pau Zuschauer: 3.000 |
| 8. Januar 2005 19:30 MEZ |                 |         |                       | Stade du Hameau, Pau Zuschauer: 3.000 |

| 9. Januar 2005 15:00 WEZ | Saracens | 19 : 6 | CA Brive | Vicarage Road, Watford Zuschauer: 4.201 |
| 9. Januar 2005 15:00 WEZ |          |        |          | Vicarage Road, Watford Zuschauer: 4.201 |

Rückspiele
| 14. Januar 2005 19:30 MEZ | ASM Clermont Auvergne | 26 : 25 | Section Paloise | Stade Marcel-Michelin, Clermont-Ferrand Zuschauer: 5.222 |
| 14. Januar 2005 19:30 MEZ |                       |         |                 | Stade Marcel-Michelin, Clermont-Ferrand Zuschauer: 5.222 |

| 15. Januar 2005 14:00 WEZ | Connacht Rugby | 19 : 3 | FC Grenoble | Galway Sportsgrounds, Galway Zuschauer: 2.500 |
| 15. Januar 2005 14:00 WEZ |                |        |             | Galway Sportsgrounds, Galway Zuschauer: 2.500 |

| 15. Januar 2005 19:30 MEZ | SU Agen | 17 : 15 | Sale Sharks | Stade Armandie, Agen Zuschauer: 3.500 |
| 15. Januar 2005 19:30 MEZ |         |         |             | Stade Armandie, Agen Zuschauer: 3.500 |

| 16. Januar 2005 15:00 MEZ | CA Brive | 31 : 16 | Saracens | Stade Amédée-Domenech, Brive-la-Gaillarde Zuschauer: 6.000 |
| 16. Januar 2005 15:00 MEZ |          |         |          | Stade Amédée-Domenech, Brive-la-Gaillarde Zuschauer: 6.000 |

### Halbfinale
Hinspiele
| 2. April 2005 13:00 WESZ | Connacht Rugby | 18 : 25 | Sale Sharks | Galway Sportsgrounds, Galway Zuschauer: 5.800 |
| 2. April 2005 13:00 WESZ |                |         |             | Galway Sportsgrounds, Galway Zuschauer: 5.800 |

| 3. April 2005 14:00 MESZ | Section Paloise | 37 : 16 | CA Brive | Stade du Hameau, Pau Zuschauer: 2.000 |
| 3. April 2005 14:00 MESZ |                 |         |          | Stade du Hameau, Pau Zuschauer: 2.000 |

Rückspiele
| 23. April 2005 19:15 MESZ | CA Brive | 27 : 13 | Section Paloise | Stade Amédée-Domenech, Brive-la-Gaillarde Zuschauer: 5.000 |
| 23. April 2005 19:15 MESZ |          |         |                 | Stade Amédée-Domenech, Brive-la-Gaillarde Zuschauer: 5.000 |

| 24. April 2005 13:00 WESZ | Sale Sharks | 59 : 9 | Connacht Rugby | Edgeley Park, Stockport Zuschauer: 6.456 |
| 24. April 2005 13:00 WESZ |             |        |                | Edgeley Park, Stockport Zuschauer: 6.456 |

### Finale
| 21. Mai 2005 12:45 WESZ | Sale Sharks | 27 : 3         | Section Paloise            | Kassam Stadium, Oxford Zuschauer: 7.230 Schiedsrichter: Alan Lewis (Irland) |
| 21. Mai 2005 12:45 WESZ | Versuche: Hodgson 24. erh., 68. n.erh. Titterrell 36. erh. Cueto 56. n.erh. Erhöhungen: Hodgson (2/4) Straftritte: Hodgson (1) 3. | (17:3) Bericht | Dropgoals: Beauxis (1) 30. | Kassam Stadium, Oxford Zuschauer: 7.230 Schiedsrichter: Alan Lewis (Irland) |